# Кибальный, Василий Захарович
Василий Захарович Кибальный (02.01.1925, Черкасская область — 30.10.1970) — командир расчёта станкового пулемёта 252-го гвардейского стрелкового полка, гвардии старшина — на момент представления к награждению орденом Славы 1-й степени.

## Биография
Родился 2 января 1925 года в селе Летичовка Монастырищенского района Черкасской области. Украинец. Член ВКП/КПСС с 1960 года. Окончил 7 классов. В 1941 году был эвакуирован в город Красноярск, где окончил школу фабрично-заводского обучения. Работал медником-жестянщиком на одном из предприятий Красноярска.
В июле 1943 года призван в Красную Армию. В октябре 1943 года направлен пулемётчиком в 252-й гвардейский стрелковый полк 83-й гвардейской стрелковой дивизии. В составе 11-й гвардейской армии 3-го Белорусского фронта участвовал в боях в Восточной Пруссии.
27 октября 1944 года в бою за населённый пункт Шмулькён гвардии красноармеец Кибальный уничтожил 14 вражеских солдат и одного офицера.
Приказом командира 83-й гвардейской стрелковой дивизии от 26 ноября 1944 года за мужество, проявленное в боях с врагом, гвардии красноармеец Кибальный награждён орденом Славы 3-й степени.
25 января 1945 года командир расчёта станкового пулемёта гвардии ефрейтор Кибальный проник в тыл врага в районе населённого пункта Биберсвальде, где огнём уничтожил два пулемёта и истребил 13 противников, что позволило нашим подразделениям занять деревню.
28 января при отражении вражеской контратаки в районе населённого пункта Викбальд Кибальный подпустил врага на близкое расстояние и пулемётным огнём уничтожил восемь противников.
Приказом по 11-й гвардейской армии от 6 марта 1945 года гвардии ефрейтор Кибальный награждён орденом Славы 2-й степени.
6 апреля 1945 года в бою на подступах к городу Кёнигсберг гвардии старшина Кибальный вместе с расчётом из пулемёта подавил три огневые точки форта № 10, поразил 19 солдат неприятеля.
9 апреля в том же районе с расчётом в числе первых переправился на левый берег реки Преголя, огнём из пулемёта прикрывал переправу основных сил батальона. Был ранен, но остался в строю. В бою истребил 22 солдата и офицера противника, чем обеспечил преодоление реки подразделением.
Указом Президиума Верховного Совета СССР от 29 июня 1945 года за мужество, отвагу и героизм, проявленные в борьбе с захватчиками, гвардии старшина Кибальный Василий Захарович награждён орденом Славы 1-й степени.
В дальнейшем он участвовал в морском десанте на косу Фрише-Нерунг. 25 апреля Кибальный со своим расчётом в числе первых высадился с катера на берег. Подавил огневую точку противника, истребил и рассеял около взвода пехоты. Продолжая бой в глубине немецкой обороны, попал в окружение. Отбил пять контратак превосходящих сил врага. Когда закончились боеприпасы, продолжал вести бой из трофейного оружия. Удержал рубеж до подхода основных сил, уничтожив при этом около 40 противников, ещё 75 захватил в плен. В дальнейшем заменил выбывшего из строя командира взвода. За этот бой был награждён орденом Красного Знамени.
После окончания Великой Отечественной войны продолжал службу в армии. В 1957 году окончил 10 классов, а в 1963 году — Дальневосточное военное автомобильное училище. В 1968 году подполковник Кибальный уволен в запас. Жил в городе Владивосток, затем переехал в Черкассы. Работал в областном управлении транспорта.
Награждён орденами Красного Знамени, Славы 1-й, 2-й и 3-й степени, медалями.
Умер 30 октября 1970 года.